# Fox Racing Shox

Aktuelles Logo; typisch: der stilisierte Fuchsschwanz im mittleren Buchstaben

Fox Racing Shox ist eine US-amerikanische Firma mit Hauptsitz in Watsonville in Kalifornien, die sich auf die Produktion von Dämpfsystemen und Federungen sowie Federgabeln vor allem für Mountainbikes, Motorräder, Quads und Schneemobile spezialisiert hat. Angeboten werden sowohl Stahlfeder- als auch luftgedämpfte Elemente.

## Geschichte
1974 zeichnete Bob Fox erste Prototypen von Luft-Dämpfern für den Motocross-Einsatz. 1977 wurde das Unternehmen unter dem Namen Fox Factory, Inc. gegründet. Nach zahlreichen Siegen und Erfolgen konzentrierte sich Fox auch auf den Auto- und Schneemobil-Sport. Seit 2001 stellt das Unternehmen Federgabeln für Fahrräder unter dem Namen Fox Forks her. Im November 2015 übernahm Fox den italienischen Federelementehersteller Marzocchi.

## Produkte

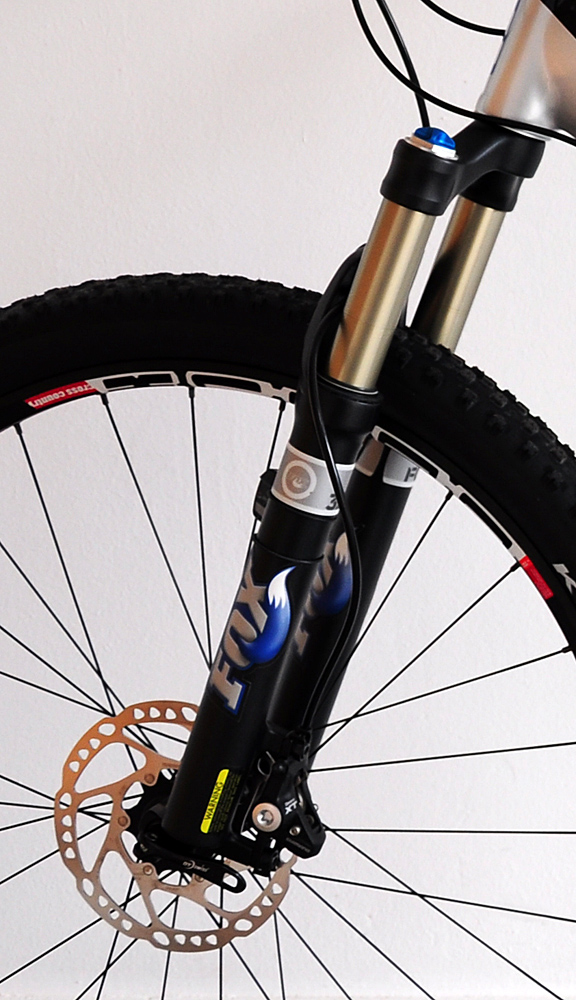
Fox 32 RL Federgabel mit 100 mm Federweg

### Fahrrad
In der Fahrrad- und Mountainbike-Szene ist Fox Racing Shox als Hersteller teurer und hochwertiger Dämpfsystemen bekannt. So hat das Unternehmen neben Downhill-Federgabeln wie der 40er-Serie (bis zu 2500 Euro) und Cross Country-Gabeln wie die 32er-Serie  (bis zu 1.100 Euro) als Freeride- und All-Mountain-Gabeln auch die 34er-, 36er- und 38er-Serie im Sortiment. Die Zahlenangabe bezieht sich dabei auf den Durchmesser der Standrohre in Millimeter. Für Fullys bietet Fox Luftdruck-Dämpfer wie Fox x2 Float und Float DPS sowie Feder-Dämpfer wie DHX2 und VAN R an.
Mit diesen Federelementen ist Fox Ausstatter zahlreicher internationaler Mountainbike-Teams wie Intense Factory Racing, Atherton Racing, THÖMUS - RN RACING TEAM , MS Mondraker  und Commencal/100% Team und Mountainbike-Fahrer wie Darren Berrecloth, Marcus Klausmann und Ben Reid.

### Quad
Float und Float X Evol nennen sich die Frontdämpfer und Podium X heißt der Hinterdämpfer von Fox für Quads.

### Motorrad
Für den Motocross-Einsatz hat Fox Racing Shox Dämpfer wie Float MXR und Podium X entwickelt.

### Sonstige
Fox Racing Shox ist außerdem Hersteller von Dämpfsystemen für Schneemobile und andere Offroad-Vehikel.